# هشام أبو النصر
هشام أبو النصر  مخرج مصري ( 22 يوليو 1944 - 14 يوليو 2012).

## حياته الفنية
```
تخرج من معهد السينما عام 
1964
، كما تحصل علي ليسانس الحقوق من جامعة القاهرة عام 
1965
، ليسافر بعدها للولايات المتحدة الأمريكية لدراسة السينما والإخراج في جامعة كاليفورنيا، مكث 9 سنوات في أمريكا حتي يتقن الطابع الكلاسيكي الأمريكي في الإخراج حتي حصل علي الدكتوارة في الاخراج كما أثر كثيرا دراستة في أمريكا علي أفلامه الأربعة التي قام باخراجها لتكتسي بالجريمة، توفي في منزله عام 2012 بعد أزمة قلبية حادة.
```

### أفلام من إخراجه
- 1987 العصابة
- 1996 البنات والمجهول
- 1998 الغيبوبة

## وصلات خارجية
- هشام أبو النصر مخرج الأقمر..اكادمية الفنون